# Helicogonium trabinelloides
Helicogonium trabinelloides är en svampart som beskrevs av Baral 1999. Helicogonium trabinelloides ingår i släktet Helicogonium och familjen Endomycetaceae.   Inga underarter finns listade i Catalogue of Life.